# A Magyar Ultrafutás Dicsőségcsarnoka
A Magyar Ultrafutás Dicsőségcsarnoka a Magyar Atlétikai Szövetség Ultrafutó Bizottsága legrangosabb szakmai elismerése. Elnyerésének feltétele a magyar színekben elért Európa-bajnoki vagy világbajnoki egyéni dobogós helyezés. Az első díjátadásra a 2016. január 23-án Velencén rendezett Évadnyitó Ultrafutó Találkozó keretében került sor.

## Tagjai
A Magyar Ultrafutás Dicsőségcsarnokának tagjai (a minősítés megszerzésének sorrendjében):
- Vass Márta (tanár) - a 100 km-es futás Európa-bajnoka (Winschoten, 1993), kétszeres vb-ezüstérmes (Santander, 1988; Palamos 1992), kétszeres vb-bronzérmes (Duluth, 1990; Faenza 1991)
- Kis-Király Ernő - a 12 órás futás Európa-bajnoka (Moreuil, 1991)
- Bogár János - a 24 órás futás Európa-bajnoka (Szeged, 1994)
- Győri Ferenc - (főiskolai docens, tanszékvezető Szegedi Tudományegyetem JGYPK), a 24 órás futás Európa-bajnoka (Courcon, 1996)
- Bérces Edit - (főiskolai docens, BGE Gazdálkodási Kar Zalaegerszeg), a 100 km–es és a 24 órás futás világ- és Európa-bajnoka (Belves, Winschoten, 2000; Verona, 2001; Gravigny, 2002); többszörös világcsúcsjavító, a 24 órás futás Európa-bajnoki ezüstérmese Brno 2004, bronzérmes Verona 2006)
- Vozár Attila - a 100 km-es futás Európa-bajnoki  ezüstérmese (Winschoten, 2001)
- Földingné Nagy Judit - a 100 km-es futás Európa-bajnoki bronzérmese (Seregno, 2012), többszörös olimpikon, magyar maratoni csúcstartó, a 100 km-es futás korosztályos világcsúcstartója, tizennégyszeres magyar maratoni bajnok